# Lagochilus longidentatus
Lagochilus longidentatus là một loài thực vật có hoa trong họ Hoa môi. Loài này được Knorring mô tả khoa học đầu tiên năm 1938.